# Arubansk florin
Arubansk florin (Aƒ - Arubaanse florin) är den valuta som används i Aruba i Västindien. Valutakoden är AWG. 1 Florin = 100 cents.
Valutan infördes under år 1986 och ersatte Antiller Gulden (som fortfarande är valutan på Nederländska Antillerna). Ordet Gulden brukar även användas i samband med valutan från Aruba, men det är felaktigt.
Valutan har en fast växelkurs till kursen 0,56 US dollar (USD $), dvs 1 AWG = 0,56 USD och 1 USD = 1,79 AWG.

## Användning
Valutan ges ut av Centrale Bank van Aruba - CBA som grundades år 1986 och har huvudkontor i Oranjestad.

## Valörer
- mynt: 1, 2½ och 5 Florin
- underenhet: 5, 10, 25 och 50 cents
- sedlar: 10, 25, 50, 100 och 500 AWG

Det vanligaste myntet är det fyrkantiga 50-centsmyntet, som ibland kallas för yotin.